# 瓦尔鲁菲耶
瓦尔鲁菲耶（法語：Valroufié，法語發音：[valʁufje]）是法国洛特省的一个旧市镇，属于卡奥尔区。2017年1月1日，瓦尔鲁菲耶与邻近的2个市镇合并为新市镇贝勒丰-拉罗兹。

## 地理
瓦尔鲁菲耶（44°31'8"N, 1°29'16"E）面积13.48 平方千米，位于法国奧克西塔尼大區洛特省，该省份为法国西南部内陆省份，北起顺时针与科雷兹省、康塔爾省、阿韦龙省、塔恩-加龙省、洛特-加龍省和多尔多涅省接壤。
与瓦尔鲁菲耶接壤的市镇（或旧市镇、城区）包括：库尔、弗朗库莱斯、拉马格德莱娜、拉罗克德萨尔克、马克苏、韦尔、圣皮埃尔拉弗耶。
瓦尔鲁菲耶的时区为UTC+01:00、UTC+02:00（夏令时）。

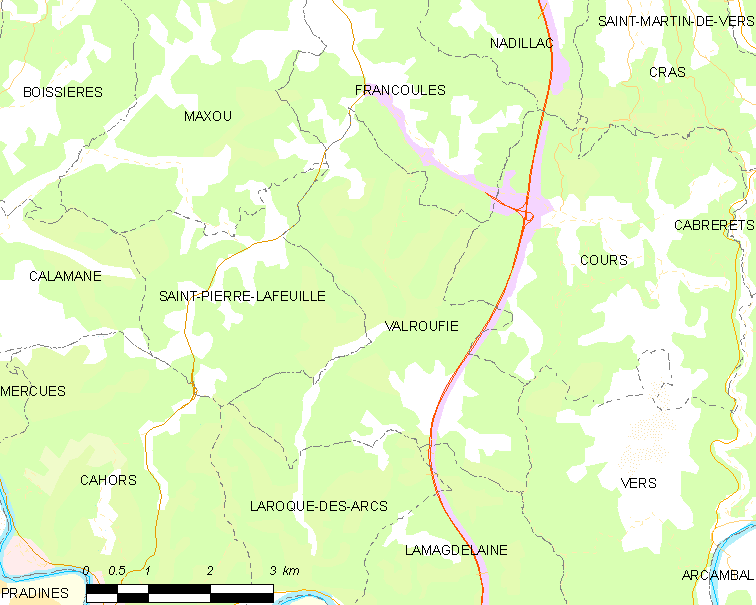
瓦尔鲁菲耶的OSM定位图

## 行政
瓦尔鲁菲耶的邮政编码为46090，INSEE市镇编码为46327。

## 政治
瓦尔鲁菲耶所属的省级选区为卡奥尔第二县。

## 人口

1962-2008年间瓦尔鲁菲耶人口变化图示

瓦尔鲁菲耶于2018年1月1日时的人口数量为448人。